# 浜松市立広沢小学校
浜松市立広沢小学校（はままつしりつ ひろさわしょうがっこう）は、静岡県浜松市中央区広沢二丁目にある公立小学校。戦後迄用いられた旧字体の校名は、濱松󠄁市立廣澤小學校。

## 沿革
- 1935年（昭和10年）3月 - 浜松市浜松広沢尋常小学校として創立
- 1941年（昭和16年）3月 - 浜松市広沢国民学校と改称
- 1947年（昭和22年）6月 - 浜松市立広沢小学校と改称
- 1965年（昭和40年）7月10日 - プール完成
- 1978年（昭和53年）3月1日 - 体育館完成

出典

## 主な周辺施設
- 浜松学院大学
- 静岡大学教育学部附属浜松中学校
- 浜松市立蜆塚中学校
- 静岡県立浜松北高等学校
- 浜松市立高等学校
- 西部協働センター（旧浜松市西部公民館）

## 交通
- 遠鉄バス富塚じゅんかん・大平台線（市役所南、医療センター経由）・伊佐見線 「広沢小学校」停留所から、徒歩1分
- JR東海道線浜松駅下車 徒歩約40分

## 学区
広沢一～三丁目・高町・蜆塚一～四丁目・鹿谷町（旧亀山町）・布橋三丁目（11番～15番）・山手町・富塚町〔東自治会（向平南3組・向平南4組・小薮飛地）・御前谷自治会〕

## 進学先中学校
- 中学の通学区域は浜松市立蜆塚中学校である。[2]

## 主な出身者
- 天野浩（工学者・工学博士）[3]
- 瀧川鯉昇 (落語家）
- 鈴木康友（静岡県知事、元浜松市長）
- 熊切あさ美（タレント）[3]
- 杉浦大毅（お笑いタレント、ブリリアン）[4]
- 鈴木光司 (小説家)
- 登龍亭獅篭（落語家）
- ばらスィー（漫画家、イラストレーター）

## 関連事項
- 静岡県小学校一覧
- 聖地巡礼 - 「苺ましまろ」(漫画及びアニメ)の主人公達が通う学校として、幾度と作品に登場している。再現度が高く、作品のファンが聖地巡礼と称したロケ地巡りをしている。